# Wat Champa
Wat Champa (tiếng Thái: วัดจำปา, phát âm [wát t͡ɕām.pāː]) là một chùa Phật giáo cổ ở Bang Ramat, quận Taling Chan, phía Thonburi của Bangkok.

## Lịch sử
Wat Champa (nghĩa đen: đền champak) được xây dựng vào cuối triều Ayutthaya và đã trải qua một cuộc trùng tu lớn dưới thời vua Rama III vào đầu thời kỳ Rattanakosin. Chính điện của chùa được khảm sứ Trung Hoa và khung cửa sổ được làm bằng gỗ chạm khắc tinh xảo. Phía sau chính điện là hồ nước thánh với hơn 100 năm tuổi, không bao giờ cạn và người ta tin rằng nước có thể chữa được bệnh.

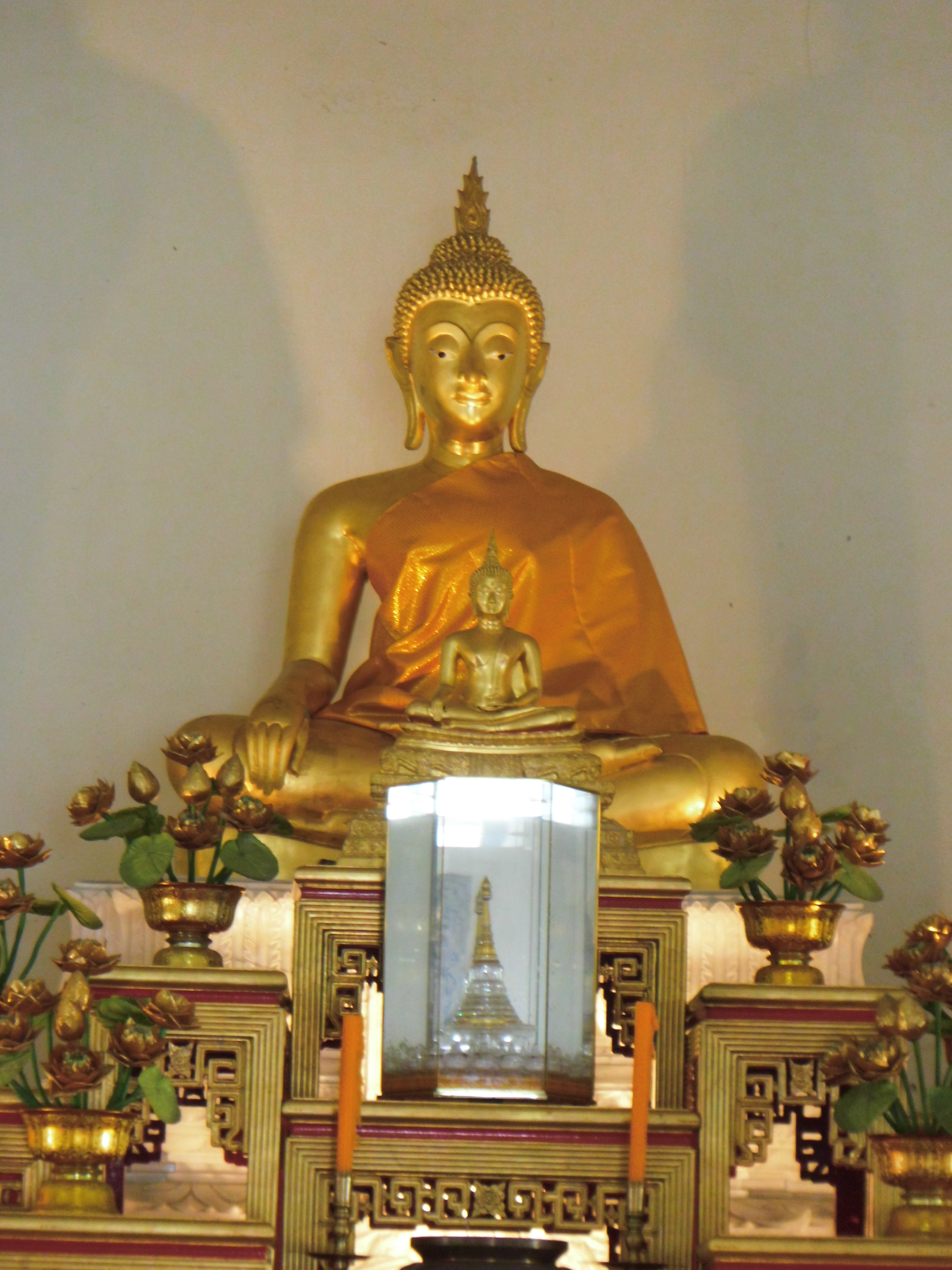
Luang Por Chokdee

Tượng Phật chính tên là "Luang Por Chokdee" (หลวงพ่อโชคดี), có nghĩa là "người cha đáng kính may mắn".